# James May's Toy Stories
James May's Toy Story è una serie televisiva britannica presentata da James May. Prodotta da BBC Two, è andata in onda nel 2009 in sei episodi.
Lo scopo della serie era quello di far rivivere il mito di alcuni giochi del passato, e farli conoscere ai giovani d'oggi, riproducendoli non in scala ma a grandezza naturale. Ogni episodio della serie è dedicato, ripercorrendone anche la storia, ad un particolare tipo di gioco.

## Episodi
| Episodio | Titolo       | Messa in onda    | Argomento                                                                                       |
| -------- | ------------ | ---------------- | ----------------------------------------------------------------------------------------------- |
| 1        | "Airfix"     | 27 ottobre 2009  | Costruzione di uno Spitfire in scala 1:1 partendo da un kit Airfix                              |
| 2        | "Plasticine" | 3 novembre 2009  | Creazione di un giardino di plastilina per l'edizione 2009 del Chelsea Flower Show.             |
| 3        | "Meccano"    | 10 novembre 2009 | Costruzione di un ponte fatto interamente con il Meccano.                                       |
| 4        | "Scalextric" | 17 novembre 2009 | Gara tra due Slot car sul circuito di Brooklands                                                |
| 5        | "LEGO"       | 20 dicembre 2009 | Tentativo di costruire la prima casa al mondo a grandezza naturale usando solo mattoncini LEGO. |
| 6        | "Hornby"     | 25 dicembre 2009 | Collegare Barnstaple a Bideford con il più lungo trenino elettrico al mondo.                    |

### Airfix
Nel primo episodio James, con l'aiuto di alcuni ragazzi, tenta di costruire uno Spitfire in scala 1:1 usando le stesse tecniche di costruzione e gli schemi del kit Airfix in scala. Per realizzare i vari pezzi a grandezza naturale, James si rivolge ad uno specialista della Cornovaglia che costruisce in scala 1:1 modelli statici di aerei del passato utilizzando la vetroresina. Tuttavia, dovendo seguire lo schema del kit in scala, la vetroresina non può sopportare il suo stesso peso rischiando di spezzarsi e quindi si ricorre a dei rinforzi di metallo per le ali e di vetroresina per il resto della struttura.
Una volta completato, il modello è stato esposto al Royal Air Force Museum di Cosford fino al novembre 2009 ed è poi stato riesposto nell'ottobre 2010.

### Plasticine

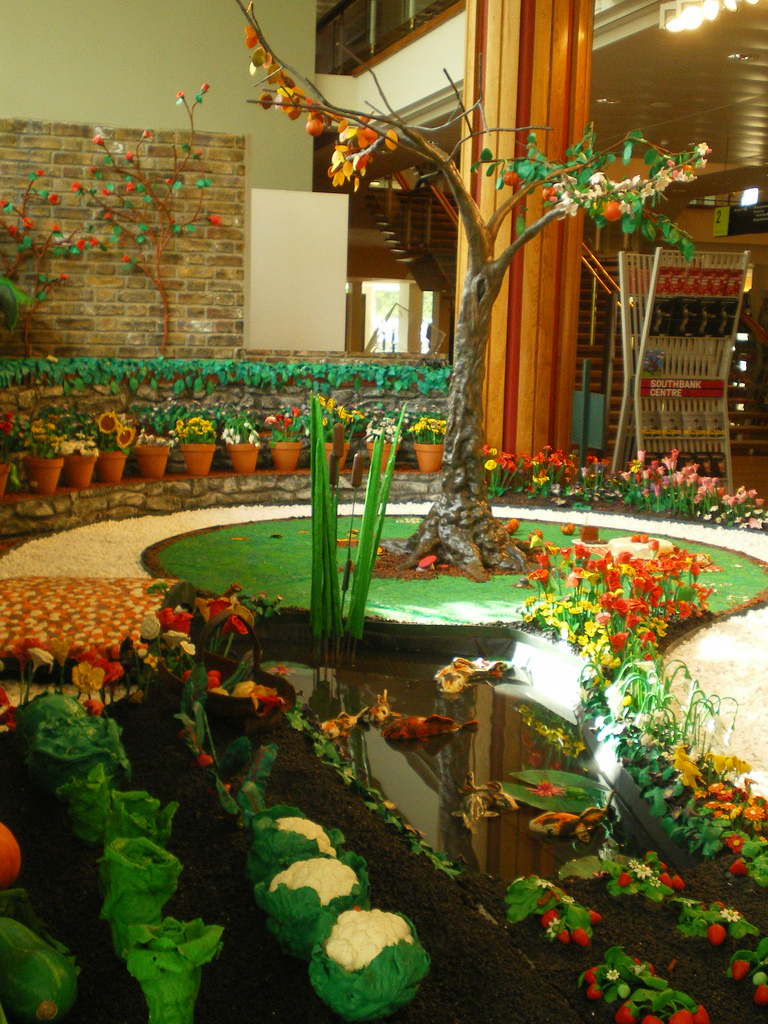
Una sezione del giardino di plastilina

Nel secondo episodio, James vuole rinverdire i fasti della plastilina. Per farlo decide di costruire un giardino interamente in plastilina da esporre all'edizione 2009 del RHS Chelsea Flower Show avvalendosi dell'aiuto di studenti, specialisti e gente comune. Il giardino, da lui chiamato Paradise in plasticine (Paradiso di plastilina), non ottiene riconoscimenti ufficiali ma si aggiudica il premio The People's Choice.
Il giardino è ora esposto presso il centro commerciale di Burton Upon Trent.

### Meccano
Lo scopo del terzo episodio è quello di riscoprire il Meccano, un gioco che in passato ha goduto di grande popolarità ma che oggi è poco diffuso tra i giovani. Per farlo, James si reca a Liverpool, città natale del Meccano e sede della fabbrica fino al 1979, e decide di costruire un ponte interamente fatto di Meccano sul Liverpool Pier Head, proprio davanti al Royal Liver Building.
Per realizzare la sua idea, James effettua una selezione tra cinque diversi progetti proposti da altrettanti team di architetti, ingegneri o semplici appassionati di Meccano. L'unico vincolo è quello di dover utilizzare solo pezzi in commercio del Meccano. Il progetto vincente si rivela quello degli studenti di architettura John Carroll, Daniel Dobson e Josh Woods e viene scherzosamente battezzato bridge of no return (ponte del non ritorno) in quanto si tratta di un ponte basculante, costituito di due parti separate, che una volta attraversato non permette di tornare indietro. Per la sua realizzazione ci si affida alla consulenza della Atkins, per la parte progettuale, e ad un gruppo di 20 studenti di ingegneria della University of Liverpool per la costruzione.
In tutto sono state necessarie 10 settimane di lavoro per assemblare i più di 200.000 pezzi tenuti insieme da 56.000 bulloni. Il ponte, una sezione del quale è esposta al dipartimento di ingegneria della University of Liverpool, era lungo 23 metri e pesava circa mezza tonnellata.

### Scalextric
Dopo il ponte di Meccano, James intraprende un progetto altrettanto ambizioso: ricostruire il circuito di Brooklands utilizzando una pista Scalextric. Tuttavia, parte del circuito ormai non esiste più e ci sono diversi ostacoli, come case, recinzioni e strade, che però vengono ingegnosamente aggirati. In tutto per assemblare il circuito sono stati necessari 400 volontari e 20.000 pezzi per un totale di 4,43 km. Questo gli ha valso il riconoscimento del Guinness World Record per la pista di slot car più lunga mai realizzata.
Una volta costruito, il circuito ha visto una gara tra due slot cars: una Aston Martin DBS V12, comandata da una squadra di residenti locali, e una Mercedes-Benz SLR McLaren, comandata da un gruppo di appassionati di slot cars. La gara ha visto la vittoria della Aston Martin.

### Lego

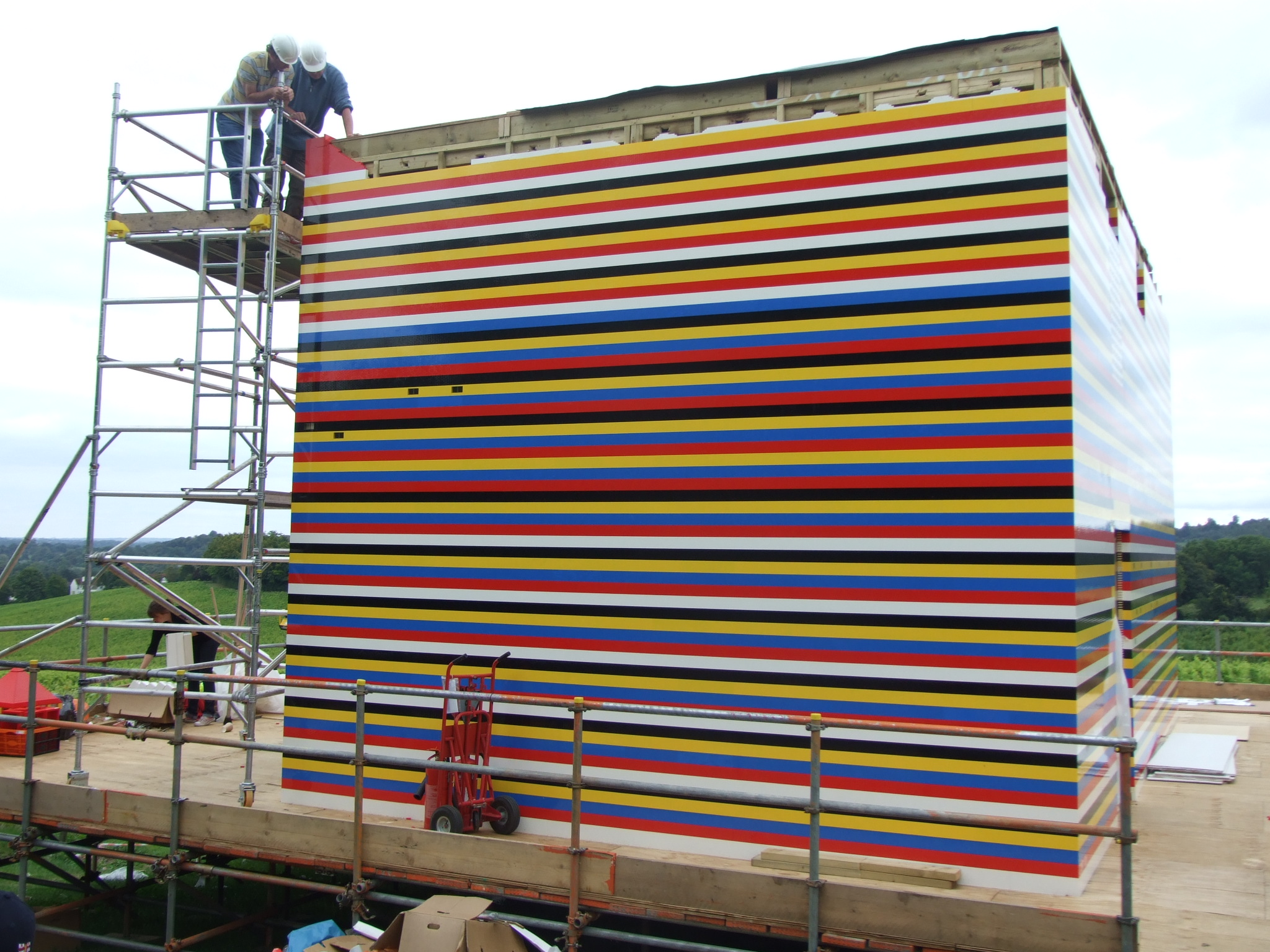
La casa di Lego in fase di costruzione

Nella terza puntata James decide di costruire una casa a grandezza naturale fatta interamente di LEGO in una vigna del Surrey. Anche per la realizzazione di questo progetto James si rivolge ad architetti, ingegneri e designer che decidono di utilizzare i blocchetti Lego per assemblare dei mattoni a grandezza naturale che serviranno poi a costruire la casa. In tutto sono necessari più di 3 milioni di blocchetti assemblati da più di 1.000 volontari accorsi da tutta la zona.
Dopo la sua costruzione, che è durata circa un mese, la casa è stata inaugurata da James con un party prima di passarci la notte. Dopo soli quattro giorni la casa, con grande dispiacere di chi ha partecipato alla sua costruzione, è stata smantellata perché nel luogo in cui era costruita doveva essere piantata una vigna e non c'erano le autorizzazioni necessarie per mantenere un edificio in quel posto. Inizialmente si sarebbe voluto donare la casa a Legoland di Windsor ma i costi di ricostruzione sarebbero stati eccessivi, per questo i blocchetti Lego sono stati infine donati a degli istituti di carità.

### Hornby
Per l'ultima puntata del programma, James decide di recarsi nel Devon sul tracciato della ferrovia che una volta univa Londra alla cittadina di Bideford. Infatti oggi la ferrovia si ferma a Barnstaple e le 10 miglia (16 km) che la separano da Bideford sono coperte da una pista ciclabile che segue il vecchio percorso della ferrovia. L'intenzione di James è quindi quella di ripristinare la ferrovia tra le due località del Devon utilizzando un modellino in scala H0.
Anche in questa occasione James si affida a dei volontari per costruire in breve tempo il tracciato che deve superare alcuni ostacoli come strade e dislivelli. Una volta completato il tracciato vengono fatti partire 5 trenini: una modellino del Flying Scotsman che James possiede da quando era ragazzo; tre riproduzioni di treni che facevano servizio sulla linea tra Londra e Bideford e un modellino del BRC 395 "Bullett Train". Degli scambi lungo il tracciato permettevano poi di far passare avanti i treni più veloci.
Una volta completato, il tracciato sarebbe dovuto entrare nel Guinness World Record come il trenino elettrico in miniatura più lungo al mondo. Purtroppo il tentativo di record è fallito a sole 2 miglia dall'arrivo per diversi motivi. Il primo era lo sporco raccolto dai trenini che si insinuava negli ingranaggi bloccandoli e il secondo la presenza di vandali lungo il tracciato che depositavano delle monetine sui binari mandando in cortocircuito tutto il tracciato.